# 9П149
9П149 — советская боевая машина (БМ) с противотанковым ракетным комплексом (ПТРК) 9К114 или «Штурм-С», истребитель танков.

## История создания
Самоходная версия противотанкового ракетного комплекса «Штурм» разрабатывалась в 1970-е годы в Коломне в Конструкторском бюро машиностроения. Испытания БМ были завершены в 1978 году, а на вооружение ВС Союза ССР комплекс был принят в 1979 году.
30 июня 2014 года принят на вооружение ВС России модернизированный самоходный противотанковый ракетный комплекс «Штурм-СМ» или 9К132 с противотанковыми ракетами 9М120, 9М120Ф, 9М120-1, 9М120-1Ф, 9М120-1Ф-1 или «Атака» и 9М114 или «Штурм», боевой машиной 9П149М, имеющей телевизионный и тепловизионный каналы прицеливания, лазерный дальномер, радиокомандный канал управления ракетой с пеленгацией ксеноновой лампы ответчика ракеты и последующей передачей команд управления на ракету по радиолинии.

## Описание конструкции

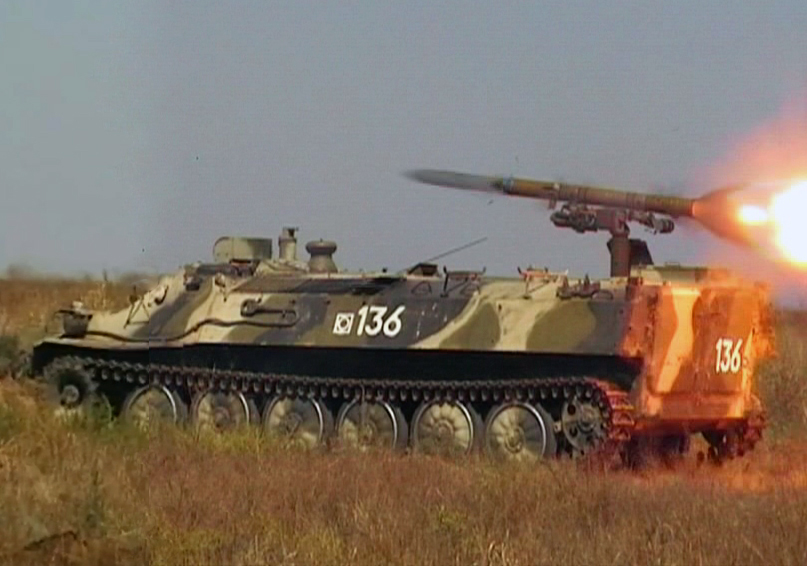
9П149 ведет огонь.

Боевая машина 9П149 представляет собой гусеничную броневую машину на базе легко-бронированного гусеничного тягача МТ-ЛБ. Боевая машина снабжена системой защиты экипажа от воздействия эффектов оружия массового поражения. В состав оборудования входят фильтро-вентиляционная установка, а также средства химической и радиационной защиты.

### Броневой корпус и башня
Броневой корпус машины обеспечивает противопульное бронирование. Внутри корпуса размещена боеукладка с вращающимся барабаном и редуктором. В барабане установлены ложементы, на которых размещены транспортно-пусковые контейнеры с ракетами.

### Вооружение
В качестве основного вооружения используется 130-мм пусковая установка для стрельбы противотанковыми управляемыми ракетами. Установка наводится в двух плоскостях, перезарядка осуществляется автоматически, благодаря чему скорострельность боевой машины составляет 3..4 выстрела в минуту. В походном положении пусковая установка убирается внутрь корпуса БМ. Углы горизонтального наведения установки составляют от −85 до +85 градусов, а по вертикали от −5 до +15 градусов. Во время стрельбы контейнер с ракетой захватывается пусковой установкой, после чего установка переводится в автоматическом режиме в боевое положение. После запуска ракеты, транспортный контейнер выбрасывается, а новый контейнер автоматически захватывается из боеукладки.
Пусковая установка способна вести огонь противотанковыми управляемыми ракетами 9М114 или «Штурм» с дальностью стрельбы от 400 до 5 000 метров и бронепробиваемостью 650 мм, либо их улучшенной версией 9М120 или «Атака» с дальностью стрельбы от 400 до 6 000 метров с новой боевой частью с бронепробиваемостью 800 мм за динамической защитой. Возимый боекомплект составляет 12 ракет.

#### Применяемые выстрелы
| Номенклатура боеприпасов |           |                        |              |                                   |                        |                        |
| Индекс ракеты            | Длина ТПК | Масса ракеты в ТПК, кг | Масса БЧ, кг | Максимальная скорость полёта, м/с | Дальность стрельбы, км | Бронепробиваемость, мм |
| Кумулятивные             |           |                        |              |                                   |                        |                        |
| 9М114                    | 1832      | 46,6                   | 5,4          | 560                               | 0,4—5                  | 650                    |
| 9М114М                   | 1832      | 49,5                   | 5,4          | 560                               | 0,4—5                  | 720                    |
| 9М120                    | 1830      | 49,5                   | 7,4          | 550                               | 0,4—6                  | 800                    |
| 9М120-1                  | 1836      | не более 50            |              |                                   | 0,4—6                  | не менее 800           |
| Термобарические          |           |                        |              |                                   |                        |                        |
| 9М114Ф                   | 1832      | 46,6                   |              | 560                               | 0,4—5                  | —                      |
| 9М120Ф                   | 1830      | 49,5                   | 7,4          | 550                               | 0,4—6                  | —                      |
| 9М120-1Ф                 | 1836      | не более 50            |              |                                   | 0,4—6                  | —                      |
| Осколочно-фугасные       |           |                        |              |                                   |                        |                        |
| 9М120-1Ф-1               | 1836      | не более 50            |              |                                   | 0,4—6                  | —                      |

### Средства наблюдения и связи
По правому борту машины установлено специальное оптическое устройство слежения для наводки ракеты во время полёта. Оператор боевой машины должен удерживать целеуказатель на объекте до попадания ракеты в цель. Скорость движения цели может составлять до 80 км/ч фронтально и до 60 км/ч по флангу.

## Операторы

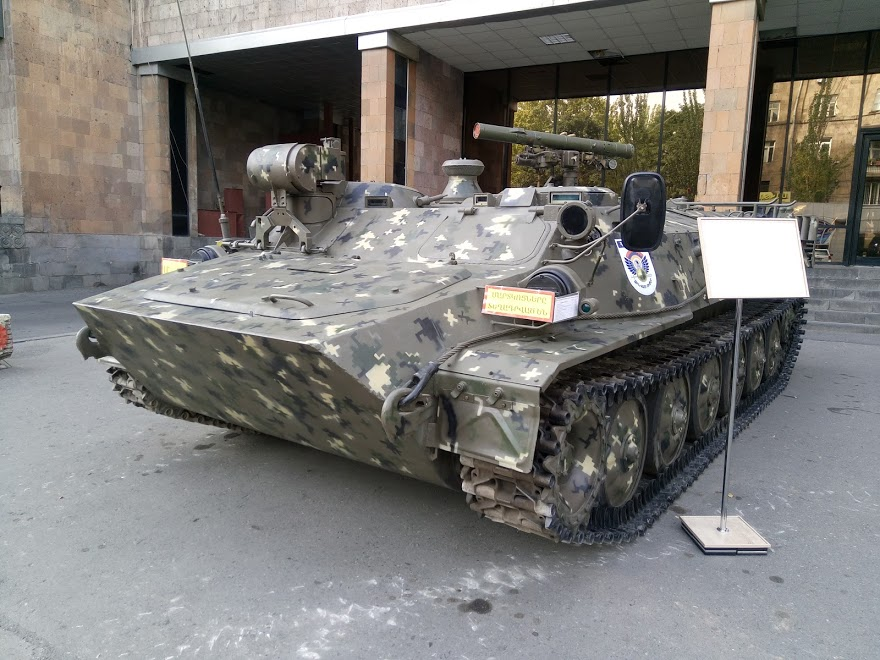
9Р149 ВС Армении в Ереване

- Россия — на вооружении 9П149М в Сухопутных силах, а также 30 единиц 9П149 в Морской пехоте, по состоянию на 2025 год[7]
- Армения — 13 единиц 9П149, по состоянию на 2025 год[7]
- Беларусь — 85 единиц 9П149, по состоянию на 2025 год[7]
- Казахстан — 6 единиц 9П149, по состоянию на 2025 год[7]
- Туркменистан — 36 единиц 9П149, по состоянию на 2025 год[7]
- Украина — несколько десятков модернизированных 9П149, по состоянию на 2021 год[2]
- Буркина-Фасо — две 9П149, по состоянию на 2016 год[8]

### Бывшие операторы
- СССР
- Молдова — 27 единиц 9К114, по состоянию на 2012 год[9].
- Черногория — 27 единиц 9К114, по состоянию на 2013 год[10]

## Служба и боевое применение

### Боевое применение
1. Первая чеченская война[11]
2. Война в Донбассе: использовался обеими сторонами конфликта. Применялся в боях в районе Дебальцева. Под Углегорском 1 украинская боевая машина была подбита и одна брошена.  Одна украинская 9П149 уничтожила пять подтвержденных танков, в том числе управляемые сепаратистами Т-64БВ и танк Т-72Б, БТР, МТ-ЛБ и два российских Т-72.[2]
3. Вторжение России на Украину: Штурм-СМ использовался российскими войсками, подтверждено не менее пяти уничтоженых или брошенных машин, еще две единицы захвачены украинскими войсками[2].

### Организационная структура
1. в/ч № 02511. 138-я отдельная гвардейская мотострелковая Красносельская ордена Ленина Краснознамённая бригада (138 омсбр): 18 единиц 9П149 по состоянию на 2000 год[12].
2. в/ч № 02901. 165-я артиллерийская Пражская Краснознамённая орденов Кутузова и Богдана Хмельницкого бригада (165 абр): 18 единиц 9П149 по состоянию на 2000 год[12].
3. в/ч № 06705. 36-я отдельная гвардейская мотострелковая Лозовская Краснознамённая бригада (36 омсбр): 18 единиц 9П149 по состоянию на 2009 год[12].
4. в/ч № 08275. 200-я отдельная гвардейская мотострелковая Печенгская ордена Кутузова бригада (200 омсбр): 18 единиц 9П149 по состоянию на 2009 год[12].
5. в/ч № 09332. 7-я Краснодарская Краснознамённая орденов Кутузова и Красной Звезды военная база (7 вб): 12 единиц 9П149 по состоянию на 2009 год[12].
6. в/ч № 12128. 21-я отдельная гвардейская мотострелковая Омско-Новобугская Краснознамённая ордена Богдана Хмельницкого бригада (21 омсбр): 18 единиц 9П149 по состоянию на 2009 год[12].
7. в/ч № 20634. 19-я отдельная мотострелковая Воронежско-Шумлинская Краснознамённая орденов Суворова и Трудового Красного Знамени бригада (19 омсбр): 12 единиц 9П149 по состоянию на 2009 год[12].
8. в/ч № 21005. 74-я отдельная гвардейская мотострелковая Звенигородско-Берлинская орденов Суворова и Кутузова бригада (74 омсбр): 18 единиц 9П149 по состоянию на 2009 год[12].
9. в/ч № 21431. 187-я Сивашско-Штеттинская ордена Ленина дважды Краснознамённая орденов Суворова и Трудового Красного Знамени база хранения вооружения и техники (187 БХиРВТ): 18 единиц 9П149 по состоянию на 2009 год[12].
10. в/ч № 22316. 32-я отдельная мотострелковая Ленинградско-Павловская Краснознамённая бригада (32 омсбр): 18 единиц 9П149 по состоянию на 2009 год[12].
11. в/ч № 27777. 18-я отдельная гвардейская мотострелковая Евпаторийская Краснознамённая бригада (18 омсбр): 12 единиц 9П149 по состоянию на 2009 год[12].
12. в/ч № 29760. 25-я отдельная гвардейская мотострелковая Краснознамённая бригада (25 омсбр): 18 единиц 9П149 по состоянию на 2009 год[12].
13. в/ч № 35390. 39-я отдельная мотострелковая Краснознамённая бригада (39 омсбр): 18 единиц 9П149 по состоянию на 2009 год[12].
14. в/ч № 39255. 305-я гвардейская артиллерийская Гумбинненская ордена Красной Звезды бригада (305 абр): 18 единиц 9П149 по состоянию на 2009 год[12].
15. в/ч № 41659. 35-я отдельная гвардейская мотострелковая Сталинградско-Киевская ордена Ленина Краснознамённая, орденов Суворова и Кутузова бригада (35 омсбр): 18 единиц 9П149 по состоянию на 2009 год[12].
16. в/ч № 44268. 227-я база хранения и ремонта вооружения и техники (227 БХиРВТ): 18 единиц 9П149 по состоянию на 2009 год[12].
17. в/ч № 48271. 200-я артиллерийская бригада (200 абр): 18 единиц 9П149 по состоянию на 2009 год[12].
18. в/ч № 61423. 28-я отдельная мотострелковая Симферопольская Краснознамённая ордена Суворова бригада имени С. Орджоникидзе (28 омсбр): 18 единиц 9П149 по состоянию на 2009 год[12].
19. в/ч № 64670. 291-я гвардейская артиллерийская ордена Суворова бригада (291 абр): 18 единиц 9П149 по состоянию на 2009 год[12].
20. в/ч № 65349. 23-я отдельная гвардейская мотострелковая Петроковская дважды Краснознамённая орденов Суворова, Кутузова и Богдана Хмельницкого Волжская казачья бригада (23 омсбр): 18 единиц 9П149 по состоянию на 2009 год[12].
21. в/ч № 65384. 17-я отдельная гвардейская мотострелковая орденов Суворова и Александра Невского бригада (17 омсбр): 12 единиц 9П149 по состоянию на 2009 год[12].
22. в/ч № 66431. 4-я гвардейская Вапнярско-Берлинская Краснознамённая орденов Суворова и Кутузова военная база (4 вб): 12 единиц 9П149 по состоянию на 2009 год[12].
23. в/ч № 69647. 37-я отдельная гвардейская мотострелковая Донская Будапештская Краснознамённая ордена Красной Звезды бригада (37 омсбр): некоторое количество 9П149 по состоянию на 2009 год[12].
24. в/ч № 69670. 20-я отдельная гвардейская мотострелковая Прикарпатско-Берлинская Краснознамённая ордена Суворова бригада (20 омсбр): 12 единиц 9П149 по состоянию на 2009 год[12].
25. в/ч № 63354. 136-я отдельная гвардейская мотострелковая Уманско-Берлинская Краснознамённая орденов Суворова, Кутузова и Богдана Хмельницкого бригада (136 омсбр): 12 единиц 9П149 по состоянию на 2009 год[12].
26. в/ч № 69672. 205-я отдельная мотострелковая казачья бригада (205 омсбр): 12 единиц 9П149 по состоянию на 2009 год[12].
27. в/ч № 92910. 245-я база хранения и ремонта вооружения и техники (245 БХиРВТ): 18 единиц 9П149 по состоянию на 2009 год[12].
28. 120-я артиллерийская бригада (120 абр): 18 единиц 9П149 по состоянию на 2009 год[12].
29. 288-я артиллерийская Варшавско-Бранденбургская Краснознамённая орденов Кутузова, Богдана Хмельницкого и Красной Звезды бригада (288 абр): 18 единиц 9П149 по состоянию на 2009 год[12].
30. 99-я база хранения и ремонта вооружения и техники (99 БХиРВТ): 12 единиц 9П149 по состоянию на 2009 год[12].
31. 103-я база хранения и ремонта вооружения и техники (103 БХиРВТ): 18 единиц 9П149 по состоянию на 2009 год[12].
32. 104-я база хранения и ремонта вооружения и техники (104 БХиРВТ): 18 единиц 9П149 по состоянию на 2009 год[12].
33. 216-я база хранения и ремонта вооружения и техники (216 БХиРВТ): 18 единиц 9П149 по состоянию на 2009 год[12].
34. 225-я база хранения и ремонта вооружения и техники (225 БХиРВТ): 18 единиц 9П149 по состоянию на 2009 год[12].
35. 7014-я база хранения и ремонта вооружения и техники (7014 БХиРВТ): 36 единиц 9П149 по состоянию на 2009 год[12].
36. 7015-я база хранения и ремонта вооружения и техники (7015 БХиРВТ): 36 единиц 9П149 по состоянию на 2009 год[12].
37. 7016-я база хранения и ремонта вооружения и техники (7016 БХиРВТ): 36 единиц 9П149 по состоянию на 2009 год[12].
38. 7017-я база хранения и ремонта вооружения и техники (7017 БХиРВТ): 54 единицы 9П149 по состоянию на 2009 год[12].
39. 7018-я база хранения и ремонта вооружения и техники (7018 БХиРВТ): 36 единиц 9П149 по состоянию на 2009 год[12].
40. 7019-я база хранения и ремонта вооружения и техники (7019 БХиРВТ): 36 единиц 9П149 по состоянию на 2009 год[12].
41. 7020-я Харбинская база хранения и ремонта вооружения и техники (7020 БХиРВТ): 36 единиц 9П149 по состоянию на 2009 год[12].
42. 7021-я база хранения и ремонта вооружения и техники (7021 БХиРВТ): 36 единиц 9П149 по состоянию на 2009 год[12].

### Сноски
1. ↑  За динамической защитой.
2. ↑  За динамической защитой.